# (5249) Giza
(5249) Giza (1983 HJ) – planetoida z pasa głównego asteroid okrążająca Słońce w ciągu 5,65 lat w średniej odległości 3,17 j.a. Odkryta 18 kwietnia 1983 roku.